# Philodromus longiductus
Philodromus longiductus är en spindelart som beskrevs av Charles Denton Dondale och James H. Redner 1969. Philodromus longiductus ingår i släktet Philodromus och familjen snabblöparspindlar.
Artens utbredningsområde är Costa Rica. Inga underarter finns listade i Catalogue of Life.